# 장민석 (작가)
장민석은 한국의 방송 작가이다. 영화 시나리오 작가로 먼저 데뷔하였다. 2020년부터 바람픽쳐스에 소속되어 있다.

## 주요 작품

### 드라마
- OCN 동네의 영웅 (2016)

### 영화
- 청풍명월 (2003)
- 효자동 이발사 (2004)
- 가을로 (2006)
- 의형제 (2010)
- 전설의 주먹 (2013)
- 봉이 김선달 (2016)

## 수상
- 2006년 제14회 이천 춘사대상영화제 각본상
- 2007년 제15회 이천 춘사대상영화제 각본상
- 2010년 제46회 하이원 백상예술대상 영화시나리오상